# Zajdalen

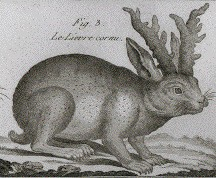
Zajdalen na rytině z 18. století

Zajdalen (česky také pivoň lesní, anglicky jackalope) (Lepus temperamentalus) je bájné zvíře – zajíc s parožím, kříženec zajíce (jackrabbit) a vidloroha (zvaný americká antilopa, American antelope). Populární je zejména na severozápadě USA.  Podobným tvorem je bavorský wolpertinger.

## Charakteristika zajdalenů
Zajdalen proslul svou schopností napodobit jakýkoli zvuk, který za svůj život slyšel, včetně lidského hlasu. Za jeho slabost je považován alkohol, jejž lovci údajně využívali k nalákání a následnému polapení zajdalena v podnapilém stavu. Legendy se též zmiňují o léčivých vlastnostech zajdaleního mléka, obzvlášť, je-li samička podojena během spánku. Chuť zajdaleního masa je na jihu USA přirovnávána k chuti humra. Zajdaleni jsou považováni za velmi plaché tvory. Jejich nízké rozšíření má podle pověsti na svědomí fakt, že se páří pouze za bouřlivých nocí.

## Pravda
Je možné, že legendy o zajdalenovi jsou založeny na pozorování zajíců nakažených virem Shope papilloma. Ten způsobuje nakaženým zajícům růst výstupků na hlavě, jež mohly být považovány za rostoucí paroží.

## Zajdalen v kultuře

### Televize a film
- Zajdalen Swifty Buckhorn se objevil v roce 1992 v animovaném seriálu Wild West C.O.W.-Boys of Moo Mesa
- Zajdalen se také objevil v celovečerním animovaném filmu Scooby Doo a invaze vetřelců (2000)
- V roce 2003 vyrobilo studio Pixar krátký animovaný film Boundin', ve kterém zajdalen pomáhá ovci vyrovnat se s tím, že každé jaro přijedou lidé a ostříhají jí vlnu. Tento filmeček byl později nominován na Oscara za Nejlepší krátký animovaný film roku
- Ve filmu Za trnkovým keřem prodává vycpané pivoně postava Josefa Kemra

### Hry
- Ve hře Guild Wars 2 se objevuje v jednom z úkolů[1], také je zde jako mini-pet[2] nebo elixír[3], který způsobí proměnu v něj

- Ve hře Rampage: The total Destruction je příšera známá jako Jack Zajdalen
- Ve hře Mushroom man pro Wii se zajdalen objevuje ve třetí kapitole
- Zajdalen se také objevil na obalu hry Sam & Max Hit the road
- Ve hře Red Dead Redemption po stáhnutí jednoho DLC se zde objevuje Jackalope, kterého pak je možné ulovit
- Ve hře Zaklínač 3: Divoký hon je k vidění v DLC: O víně a krvi v pohádkové říši, kde má i křídla
- Ve hře Far Cry 5 je možné zajdalena spatřit během halucinace v Blaženosti. Vyskytuje se také v lokaci Henbane river

Zajdalena lze najít v obchodech jako plyšové zvířátko, jako náměty pohlednic, na skleničkách a tričkách. Je také jménem verze Ubuntu 9.04 – Jaunty Jackalope. Česká obdoba je takzvaný pivoň (z filmu Za trnkovým keřem). V německém prostředí se vyskytuje podobné bájné zvíře zvané Wolpertinger.

Socha zajdalena v Jižní Dakotě